# La Malhoure
La Malhoure (tiếng Breton: Lanvelor) là một xã của tỉnh Côtes-d’Armor, thuộc vùng Bretagne, tây bắc Pháp.

## Dân số
Người dân ở La Malhoure được gọi là Malhourins hoặc Malhourains.